# Bryan MacLean
Pour les articles homonymes, voir MacLean.
 (novembre 2017).
Si vous disposez d'ouvrages ou d'articles de référence ou si vous connaissez des sites web de qualité traitant du thème abordé ici, merci de compléter l'article en donnant les références utiles à sa vérifiabilité et en les liant à la section « Notes et références ».
Bryan MacLean est un guitariste, chanteur et compositeur de rock américain, né le 25 septembre 1946 à Los Angeles et décédé le 25 décembre 1998 (Los Angeles).

## Biographie avec Love
Bryan MacLean était roadie du groupe folk-rock les Byrds. Il tente, sans réussite, de participer au casting du groupe The Monkees avant d'intégrer le groupe the Grass Roots composé de Arthur Lee, Johnny Echols, Johnny Fleckenstein où il chante et joue de la guitare rythmique. Le groupe change de nom, un autre groupe l'utilisant, et devient Love.
À la fois chanteur et guitariste, Bryan MacLean va s'affirmer comme le membre le plus influent du groupe derrière Arthur Lee. Sur l'album le plus fameux des Love (Forever Changes en 1967), il signe notamment le célèbre morceau Alone Again Or.
Il participe aux trois premiers albums du groupe et compose ainsi Softly to me sur le premier album éponyme Love. Il co-compose deux autres titres qui terminent la face B: Mushroom Clouds et And more. Quelques mois plus tard, sur le second disque du groupe, il compose Orange Skies, un des titres les plus connus du groupe qu'il ajoutera ensuite à sa discographie en solo. Il co-compose aussi le titre unique de la face B qui dure plus de 18 minutes, Revelation, qui témoigne à lui seul du côté psychédélique du groupe. Vient alors le disque référence de Love, l'album Forever changes qui au fil des années est devenu un des albums phares du rock pour des magazines comme Rolling Stones, Les Inrocks. Cette fois-ci, Bryan voit une de ses compositions ouvrir, Alone again or qui reste le titre référence du disque. Un autre titre est de sa composition, Old man, morceau qu'il interprète et reprendra ensuite sur des albums solo.
Pour l'album suivant, Four sail, seul Arthur Lee reste au casting. Comme l'ensemble des membres du groupe, MacLean mène une vie dissolue, faite d'excès en tous genres. Victime en 1968 d'une grave overdose, il échappe de peu à la mort. Cet événement le conduit à quitter le groupe (qui se dissoudra d'ailleurs peu de temps après) et à rejoindre une congrégation religieuse. MacLean ne quittera toutefois pas totalement le monde de la musique puisqu'il assistera plus tard sa demi-sœur Maria McKee dans sa carrière. Le duo avec Lee et trois autres musiciens sous le nom de Love se reforme pour deux concerts sans lendemain en 1978 qui donne lieu à une sortie en disque quelques années plus tard.

## Collaborations artistiques
Bryan suit la carrière de sa demi-sœur Maria McKee qui évolue au sein du groupe Lone Justice. Il leur écrit le titre Don't Toss Us Away.  En 2005 sort l'album No One Was Kinder (with M. Mckee) qui offre des duos entre Bryan et Maria sur des titres de Bryan enregistré sur une cassette audio plusieurs années auparavant. Un album qui permet de mesurer la complicité entre les deux artistes mais aussi les liens artistiques entre eux deux.

## Carrière solo
Bryan MacLean avait des capacités de compositeur hors du commun qui n'ont pu pleinement s'exprimer dans le groupe Love, mené par un autre génie Arthur Lee. Pour autant, il faut attendre trois décennies pour que ce talent soit retranscrit sur albums. Plusieurs tentatives échouent à sa sortie de Love, dont une musique de film. À la fin des années 1990, sa mère retrouve des démos de la période Elektra et d'autres enregistrements personnels. Deux albums exceptionnels de Bryan MacLean sont alors publiés sur le catalogue Sundazed: Ifyoubelievein en 1997, quelques mois avant sa mort, et Candy's waltz en 2000 après son décès. Ces deux albums contiennent des versions différentes de chansons qu'il a composées pour Love, mais aussi quantité de remarquables inédits. Ces deux albums méconnus sont très appréciés des connaisseurs.
D'autres album sont également sortis permettant de découvrir d'autres facettes, d'inspiration religieuse ou non, de ce grand compositeur grâce au travail de sa mère Elizabeth McKee et de sa demi-sœur. Tout d'abord Intra Muros en 2001 sur le label LIONHOUSE/BMI, composé de 14 titres. Suit l'album No One Was Kinder (with M. Mckee) en 2005 en duo avec sa demi-sœur. L'album suivant est clairement orienté sur la période pieuse, mystique de Bryan débutée à son départ du groupe Love. Intitulé Praise & Worship, il se compose de deux volumes et de nombreuses chansons. L'album double sort en 2005. Enfin, les proches de Bryan révèlent un ultime album de chanson sur l'album My New Song en 2011. Figure sur cet album une version de Bryan de son titre Don't Toss Us Away composé pour le groupe de Maria et une reprise de orange skies de Love. Autant de traces qui témoignent de l'apport majeur de Bryan dans le groupe Love.
Il est décédé d'une crise cardiaque au restaurant, lors du réveillon de Noël 1998 alors qu'il travaillait sur un disque.

## Discographie avec Love
- Love en mars 1966, label Elektra
- Da capo en novembre 1966, label Elektra
- Forever changes en novembre 1967, label Elektra.
- Love Live: Whisky a Go-Go 1978, en 1980.

## Discographie solo
- ifyoubelievein en 1997, label Sundazed
- Candy's waltz en 2000,  label Sundazed
- Intra Muros en 2001, label LIONHOUSE/BMI
- No One Was Kinder (with M. Mckee) en 2005 (enregistré en 1981)
- Praise & Worship, album double en 2005
- My New Song en 2011